# Stendaler Stadtforst
Der Stendaler Stadtforst (auch Stadtforst Stendal) ist ein Waldgebiet in der Stadt Stendal im Landkreis Stendal in Sachsen-Anhalt. Das Waldgebiet liegt nordöstlich bis östlich von Stendal. Ein Teil im Süden des Waldgebietes ist als FFH-Gebiet gemeldet.

## FFH-Gebiet

### Allgemeines
Das FFH-Gebiet ist circa 128 Hektar groß. Im Süden grenzt es an das FFH-Gebiet „Schießplatz Bindfelde östlich Stendal“. Das Gebiet ist durch die Landesverordnung zur Unterschutzstellung der Natura 2000-Gebiete im Land Sachsen-Anhalt (N2000-LVO LSA) seit dem 21. Dezember 2018 rechtlich gesichert. Zuständige untere Naturschutzbehörde ist der Landkreis Stendal.

## Beschreibung
Das FFH-Gebiet liegt östlich von Stendal. Es umfasst naturnahe Laubwälder im südöstlichen Teil des Stendaler Stadtforstes, in die Grünlandflächen eingebettet sind.
Auf trockenen Standorten sind die Wälder als eng mit Kiefernforsten vernetzte Eichenwälder ausgebildet. Die Baumschicht wird von Stieleiche und Hängebirke gebildet. In der Strauchschicht sind Bestände der Spätblühenden Traubenkirsche als invasiver Neophyt zu finden. Die Krautschicht wird von Drahtschmiele, Schafschwingel, Rotstraußgras, Heidelbeere, Wiesenwachtelweizen, Pfeifengras, Dornigem Wurmfarn und Waldgeißblatt gebildet.
Im Übergang zu feuchteren Standorten, die sich im östlichen Bereich des FFH-Gebietes befinden, stocken Eichen-Hainbuchenwälder mit Stieleiche, Winterlinde, Hainbuche, Gemeiner Esche und Bergahorn. Hier siedeln in der Krautschicht Waldzwenke, Rasenschmiele, Goldnessel, Echte Nelkenwurz, Große Sternmiere und Waldziest.
Feuchte Standorte werden von Erlen-Eschenwäldern mit Gemeiner Esche, Schwarzerle, Hängebirke und Stieleiche eingenommen. Die Strauchschicht wir vor allem von Hasel, Faulbaum, Blutrotem Hartriegel, Eingriffeligem Weißdorn und Hopfen gebildet, in der Krautschicht siedeln Rasenschmiele, Sumpfsegge, Kratzbeere, Sumpfziest, Echtes Mädesüß, Sumpfhelmkraut und Gewöhnlicher Gilbweiderich.
Auf den überwiegend feuchten Grünlandflächen siedeln Wiesenfuchsschwanz, Gewöhnliches Knäuelgras, Gewöhnliche Wiesensilge, Quellenhornkraut, Wiesenlabkraut, Wiesenbärenklau, Große Bibernelle, Vogelwicke, Gemeine Schafgarbe und Wiesenplatterbse.
Im Osten grenzt das FFH-Gebiet an die Kreisstraße 1039, im Süden an einen Weg, an den sich Waldgesellschaften im Norden des FFH-Gebietes „Schießplatz Bindfelde östlich Stendal“ anschließen.